# Struthidea cinerea
El corvino apóstol (Struthidea cinerea) es una especie de ave paseriforme de la familia Corcoracidae, la única perteneciente al género Struthidea.
Es un ave gris o negra  que se desplaza de manera veloz. Es nativa de Australia donde vive en zonas boscosas, se alimenta de insectos y semillas a nivel del suelo. El corvino apóstol a menudo se traslada en grupos compuestos por 6 a 20 individuos; de allí su nombre en referencia a los 12 apóstoles de Jesús.  Estos grupos a veces se juntan con otros grupos familiares formando bandadas de más de 40 animales.

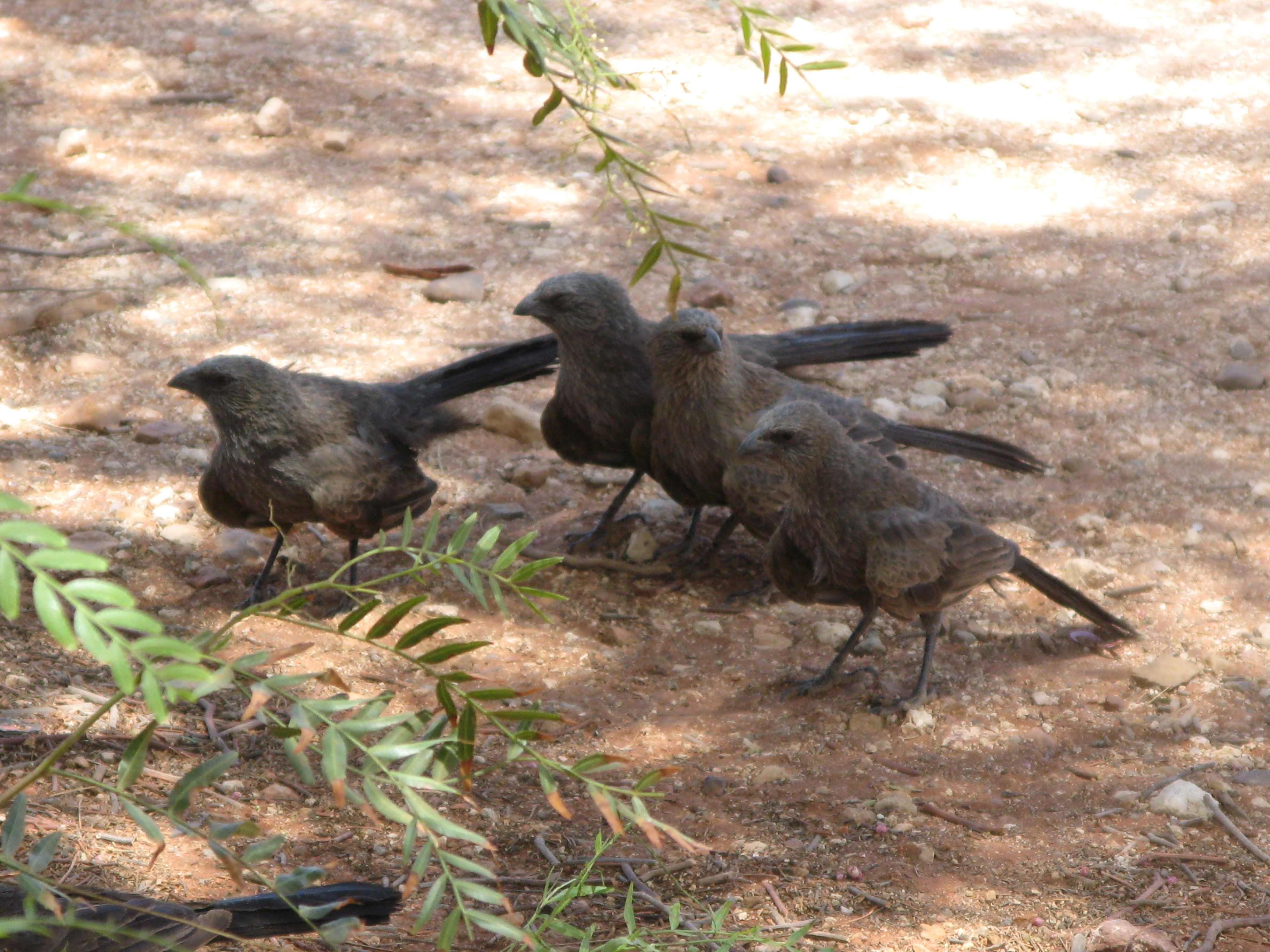

## Descripción
Mide unos 33 cm de largo, es un ave predominantemente gris oscura con una larga cola negra con un reflejo verde a la luz del sol. Las plumas grises en su cabeza, cuello y pecho están entremezcladas con otras pálidas de tono gris-blanco y las alas son pardas. Sus patas y pico son negros y los ojos marrones o blancos.

## Distribución y hábitat
Se lo encuentra en zonas interiores del este de Australia, desde el norte de Victoria y el este de Australia Meridional, por el norte en Nueva Gales del Sur y la zona centro y oeste de Queensland hasta las costas del Golfo de Carpentaria. Existe una población aislada en el Territorio del Norte. Su hábitat natural son las zonas boscosas abiertas, especialmente bosques de Callitris  en Nueva Gales del Sur y Casuarina en Queensland, y Lancewood-Bulwaddi en el Territorio del Norte.